# Omari Hardwick
Omari Latif Hardwick (Savannah (Georgia), 9 januari 1974) is een Amerikaanse acteur, dichter, rapper, producer en podcaster, vooral bekend door zijn hoofdrol als James "Ghost" St. Patrick, de hoofdrolspeler van de misdaadserie Power.

## Loopbaan
Hardwick is de zoon van officier van justitie Clifford Hardwick IV en Joyce Hardwick. Hij groeide op in Decatur in de staat Georgia. Voor zijn middelbare schoolopleiding ging hij naar de Marist High School in Atlanta en onderscheidde zich in vele sporten, waaronder honkbal, basketbal en American football, wat hem een studiebeurs opleverde voor de University of Georgia. Hoewel hij een ster in het veld was, concentreert Hardwick zich op poëzie en drama. Na zijn afstuderen werd Hardwick niet geselecteerd door de NFL. Hij had toen een delicate start als acteur en deed klusjes om zich acteerlessen te kunnen veroorloven.
Het was uiteindelijk in 2004 dat deze moeilijke periode eindigde dankzij zijn rol als Dante Ponce in de televisiefilm Sucker Free City van Spike Lee. Vervolgens kreeg hij in 2006 een rol in de film The Guardian en een vaste rol in de medische dramaserie Saved. In 2010 werd Hardwick een van de oprichters van "Plan B Inc. Theater Group" en mede-oprichter van "Actor's Lounge" in het Greenway Theatre in Los Angeles. Hij richtte ook het productiebedrijf "Bravelife Films" op.

## Privéleven
Hardwick begon in de jaren 2000 een relatie met Jennifer "Jae" Pfautch. De twee trouwden in juni 2012 en hebben drie kinderen.

## Filmografie

### Film
Exclusief korte films.
- Circles (2001)
- Bar-B-Q (2001)
- Beauty Shop (2005)
- Speechless (2006)
- Gridiron Gang (2006)
- The Guardian (2006)
- Miracle at St. Anna (2008)
- Linewatch (2008)
- Next Day Air (2009)
- Everyday Black Man (2010)
- Kick-Ass (2010)
- The A-Team (2010)
- I Will Follow (2010)
- For Colored Girls (2010)
- Middle of Nowhere (2012)
- Sparkle (2012)
- Things Never Said (2013)
- The Last Letter (2013)
- Out of Sight (2014)
- Lap Dance (2014)
- Chapter & Verse (2017)
- Shot Caller (2017)
- The Runner (2017)
- Sorry to Bother You (2018)
- A Boy. A Girl. A Dream. (2018)
- Nobody's Fool (2018)
- SGT. Will Gardner (2019)
- American Skin (2019)
- Spell (2020)
- Army of the Dead (2021)
- The Mother (2023)

### Televisie
- Sucker Free City (2004, televisiefilm)
- Crossing Jordan (2005, 1 afl.)
- Saved (2006, 13 afl.)
- SIS (2008, televisiefilm)
- CSI: Miami (2008, 1 afl.)
- Lie to Me (2009, 1 afl.)
- Dark Blue (2009-2010, 20 afl.)
- Chase (2010, 1 afl.)
- Breakout Kings (2012, 1 afl.)
- Being Mary Jane (2013-2014, 8 afl.)
- Power (2014-2020, 63 afl.)
- Bronzeville (2017-heden, 11 afl.)
- Pieces of Her (2021, 8 afl.)

### Videoclip
- No More van Ruff Endz (2000)
- Say Yes van Floetry (2002)
- Break My Heart van Estelle featuring Rick Ross (2011)
- You Make Me Wanna van	Eshe featuring Omari Hardwick (2012)
- A Star is Born van Nasty C featuring Omari Hardwick (2016)
- Flipmode van Fabolous, Velous en Chris Brown (2017)
- Family Feud van Jay-Z featuring Beyoncé (2017)
- First Began van PJ Morton (2018)